# Жарінов Олег Йосифович
Жарінов Олег Йосифович — доктор медичних наук, професор, завідувач кафедри функціональної діагностики Національної медичної академії післядипломної освіти ім. П. Л. Шупика

## Біографічні відомості
Народився професор Жарінов у м. Львові у сім'ї інженера та лікаря. У 1992—1996 рр. — асистент кафедри внутрішніх хвороб Львівського державного медичного інституту. З 1996 р. — старший науковий співробітник Інститут кардіології імені академіка М. Д. Стражеска, з 1997 р. — доцент, з 2001 р. — професор кафедри кардіології і функціональної діагностики Національної медичної академії післядипломної освіти ім. П. Л. Шупика, з 2014 р. — завідувач кафедри функціональної діагностики.
Підготував 11 кандидатів медичних наук.

## Освіта
У 1988 р. з відзнакою закінчив Львівський державний медичний інститут за спеціальністю «лікувальна справа». У 1988—1992 рр. навчався в клінічній ординатурі і аспірантурі у відділенні аритмій серця Всесоюзний кардіологічний науковий центр АМН СРСР.

## Захист дисертаційних робіт
1992 — кандидатська дисертація «Лікування шлуночкових аритмій у пацієнтів з різним станом вегетативної регуляції серцевої діяльності» за спеціальністю «кардіологія» (науковий керівник — професор О. С. Смєтнєв).
1996 — докторська дисертація «Дисфункція міокарда і шлуночкові аритмії: детермінати аритмогенезу, механізми формування порушень ритму, обґрунтування терапії» за спеціальністю «кардіологія» (науковий консультант — професор В. О. Бобров)

## Лікувальна і наукова діяльність
Консультант з кардіології і функціональної діагностики ДУ «Інститут серця МОЗ України» та Центрального шпиталю МВС України.
Голова правління «Всеукраїнської асоціації фахівців з аритмології і електрофізіології серця», член правління Української асоціації фахівців з серцевої недостатності, відповідальний секретар «Українського кардіологічного журналу», заступник головного редактора журналу «Кардіохірургія та інтервенційна кардіологія», науковий керівник Інтернет-сайту «Український кардіологічний портал» (www.ukrcardio.org), Головний спеціаліст МОЗ України з функціональної діагностики.

## Патенти
Співавтор трьох патентів на винахід.

## Перелік ключових публікацій
Монографії і навчальні посібники:
1. «Шлуночкові аритмії»
2. «Холтерівське та фрагментарне моніторування ЕКГ»
3. «Амбулаторне моніторування ЕКГ»
4. «Навантажувальні проби в кардіології»
5. «Фібриляція передсердь»
6. «Основи електрокардіографії»
7. «Артеріальна гіпертензія і серцево-судинний ризик»
8. «Практикум з електрокардіографії»
9. «Тести з функціональної діагностики».

Всього — понад 550 друкованих праць, у тому числі в рецензованих журналах:
1. «Heart»
2. «Kardologia Polska»
3. «Revista Portuguesa de Cardiologia»
4. «Circulation Arrhythmia and Electrophysiology»
5. «Clinical Cardiology»
6. «European Heart Journal»
7. «PLOS One»
8. «Кардиология».

## Міжнародна співпраця
Член міжнародної наукової ради дослідження «RealiseAF» з діагностики та лікування фібриляції передсердь. Учасник і доповідач на десятках міжнародних конгресах і конференціях. Вільно володіє англійською і польською мовами.